# 官垌镇
官垌镇，是中华人民共和国广西壮族自治区钦州市浦北县下辖的一个乡镇级行政单位。

## 行政区划
官垌镇下辖以下地区：
官垌村、芳田村、月光村、垌口村、文明村、福明村、平石村、旺充村、垌表村、江口村、龙地村、文丰村、大岸村、甜竹村、群生村、历山村和东叶景村。